# Enes Taşkıran
Enes Berkay Taşkıran (Bağcılar, 17 gennaio 1997) è un cestista turco.